# Ivan Petreš Čudomil
Ivan Petreš (Kaćmar, 21. listopada 1876. – Baja, 14. lipnja 1937.) je bio bački hrvatski književnik iz Kaćmara (mađ. Katymár). Bio je svećenikom. Pisao je pjesme, dramska djela, pripovijetke, publicistička djela. Radio je i kao prosvjetni djelatnik. Smatra ga se pokretačem dramske književnosti bačkih Hrvata.

## Životopis
Rodio se u siromašnoj seoskoj obitelji. 

Temeljno školovanje je imao u rodnom Kaćmaru, a srednje školovanje je imao u Baji i Kalači.

Isticao se kao izvrsni učenik, a posebice je bio znan po znanju stranih jezika. Maturirao je 1896.

Potom odlazi na studij na Bogoslovni fakultet Péter Pázmány u Budimpešti, gdje se susreće se svećenicima iz Zagreba i preko kojih dolazi do dodira s hrvatskom književnosti.

Svećeničko ređenje je imao 1900., a potom službuje diljem Bačke, kao kapelan u Kaćmaru, administrator u Gornjem Svetom Ivanu te od 1917. je župnik u Čavolju, u kojem je od 1919. i dekan.

Nakon raspada Austro-Ugarske i osnivanja nove južnoslavenske države, nije otišao u novostvorenu Kraljevinu SHS, iako je imao za to mogućnost, nego ostaje do kraja uz pastvu rodnog kraja.

## Kulturni rad
Nakon sloma mađarske revolucije jačali su asimilatorski napori ugarskih vlasti. Na samim sastancima hrvatske inteligencije iz južne Ugarske (održanih prigodom pokušaja većeg preporodnog organiziranja), tužno je zaključeno koliko se velik broj Hrvata, pogotovo inteligencije, pomađario. Dvadeseto stoljeće nije donijelo nikakve promjene, nego je donijelo nove mađarizacijske poteze.

Unatoč svemu tome, Ivan Petreš se nije dao slomiti, nego se angažirao za očuvanje hrvatskog jezika i svijesti među svojom pastvom na duhovnom i kulturnom polju.

Pri svemu tome valja naglasiti da je njegovao rodoljublje, ljubav prema hrvatskom rodu i domoljublje, prema domovini Mađarskoj.

U kulturnom polju je pridonio u nekoliko područja: književnim stvarateljstvom, osnivanjem hrvatskih ustanova te u pokretanju i promicanju novinarstva na hrvatskom jeziku.

Tako je osnovao brojne amaterske i folklorne kazališne udruge i čitaonice.

U književnosti doprinosi pisanjem lirskih pjesama (dijelom i pod pseudonimom Čudomil), drama (na materinjoj bunjevačkoj ikavici) i pripovijedaka i crtica šaljive naravi (neke i pod pseudonimom Čongradac), pri čemu se dosta služi temama iz narodnog stvarateljstva. Neke od pjesama su mu i uglazbljene, a iako nisu bile velikim dosegom, bile su popularne i zaživile su u narodu. 

Njegov prozni rad je značajan jer se u nekim djelima bavi i seobom Hrvata u Ameriku.

Pored autorskog, zapažen je i po sakupljačkom radu, pa je tako zapisao brojne balade, bećarce i ine hrvatske običaje.

U novinarstvu je doprinio u nekoliko područja. 
Bavio se uređivanjem subotičkih Naših novina 1909. – 1910.

Surađivao je u Nevenu i budimpeštanskoj Danici.

Poslije se okrenuo i radu u vlastitim novinama, pa je 1924. je pokrenuo i vlastitu mjesečnu tiskovinu, Bunjevačke i šokačke novine koje su izlazile u Budimpešti.
 Iako je bio pripadao hrvatskoj etničkoj skupini Bunjevcima, nije se ograničio samo na njih, nego se okrenuo i ostalim Hrvatima u Mađarskoj, pa je pokrenuo godišnje izdanje Danica kalendar za u Ugarskoj živeće Bunjevce, Šokce, Hrvate, Bošnjake i Dalmatince koje je izlazilo do godine mađarske invazije na Kraljevinu Jugoslaviju, 1941.
Pokopan je u Čavolju.

## Spomen
Na blagdan Materica, u Kaćmaru se od 1998. svake godine obiljžava spomendan na Ivana Petreša (na istom manifestaciji se od 2002. održava i spomendan na Matoša, velikog hrv. pjesnika, podrijetlom iz Kaćmara).
Svojim djelima je ušao u antologiju proze bunjevačkih Hrvata iz 1971., sastavljača Geze Kikića, u izdanju Matice hrvatske.

## Djela
Zbirke pjesama:
- Moje jadi, 1912.

Dramska djela:
- Dva bila gavrana
- Teška vrimena
- Dositna ljubav

Pripovijetke: 
- Crvena država
- Vađenje zuba
- Osramoćen bezobrazluk
- Dobivena oklada
- Putovanje
- Nadmudrovao ih
- Samožrtvovnost
- Dva događaja
- Potop
- Mariška
- Strašilo
- Ne reci krivo svidočanstvo
- Vatra
- Prokleta tintaroška
- Virno doba

- Sabrana djela, 1999. (priredio Marin Mandić)

## Radovi o Petrešu
Hrvatska akademica Sanja Vulić Vranković je napisala ove radove o ovom hrvatskom književniku:
- Rječotvorbeni modeli u djelima Ivana Petreša (1876. – 1937.), Miše Jelića (1881. – 1961.) i Grge Andrina (1855. – 1905.), 2003.
- Književni jezik Ivana Petreša, 1999.
- Jezične značajke u djelima bunjevačkohrvatskoga pisca Ivana Petreša, 2002.
- Književno djelo Ivana Petreša, 2001.
- Književni jezik Ivana Petreša, 2000.
- Jezik Ivana Petreša[neaktivna poveznica], 2007.(PDF) 224 KB

## Vanjske poveznice
- Hrvatski iseljenički zbornik 2007. Đuro Franković: Ivan Petreš - duhovni i kulturni preporoditelj (velika *.pdf datoteka, 8,9MB)
- Članak u "Hrvatskom glasniku" Prisjećanje na Petreša i Matoša u Kaćmaru
- Sanja Vulić Vranković - Popis radova
- Podravina.net[neaktivna poveznica] Sanja Vulić: Književno djelo Ivana Petreša
- Antologija proze bunjevačkih Hrvata  Arhivirana inačica izvorne stranice od 15. travnja 2008. (Wayback Machine)
- Oktatási és Kulturális Minisztérium  Arhivirana inačica izvorne stranice od 1. lipnja 2010. (Wayback Machine) Okvirni program hrv. jezika i književnosti za dvojezične škole - Književnost Hrvata u Mađarskoj